# Ike Quartey
Ike Quartey est un boxeur ghanéen né le 27 novembre 1969 à Bukom.

## Carrière
Champion d'Afrique des super-légers le 4 mai 1991, il devient champion du monde poids welters WBA le 4 juin 1994 en détrônant Crisanto España par arrêt de l'arbitre à la 11e reprise. 
Quartey effectue une partie de sa carrière en France étant sous contrat avec les promoteurs français, les frères Acariès. Il défend victorieusement son titre WBA 7 fois, notamment contre Vince Phillips et Oba Carr, avant d'affronter le 13 février 1999, le champion WBC Oscar De La Hoya. Le combat et serré et spectaculaire ; chacun des boxeurs prenant l'avantage à tour de rôle. Quartey va deux fois au tapis et De La Hoya une fois ; l'américain prend un petit avantage au 12e round quand il ébranle Quartey qui trouve quand même le moyen de répliquer. La décision est partagée en faveur de l'américain qui l'emporte par 116-112, 116-113, le troisième juge donnant 115-114 en faveur du boxeur africain.
Quartey remonte sur un ring 14 mois plus tard pour défier le champion IBF des supers-welters Fernando Vargas. Il perd par décision unanime après un combat à nouveau disputé. Peut-être épuisé et un peu démotivé après ces deux gros combats, Quartey ne remontera sur un ring que 5 ans plus tard, en janvier 2005, Ike reprend la compétition et gagne ses trois combats de rentrée contre Clint McNeil, Verno Phillips et Carlos Bojorquez. Le 5 août 2006, il affronte l'ancien champion unifié des poids welters Vernon Forrest et perd par décision unanime mais très controversée.
Il remonte sur le ring le 12 décembre de la même année contre Winky Wright et perd à nouveau par décision unanime sans controverse cette fois-ci. Il se retire de la boxe après ce combat.